# Comuna Novooceakiv, Bereznehuvate
Novooceakiv (în ucraineană Новоочаків) este o comună în raionul Bereznehuvate, regiunea Mîkolaiiv, Ucraina, formată din satele Novooceakiv (reședința) și Petropavlivka.

## Demografie
Componența lingvistică a comunei Novooceakiv
     Ucraineană (94,91%)
     Rusă (2,38%)
     Alte limbi (0,98%)
Conform recensământului din 2001, majoritatea populației comunei Novooceakiv era vorbitoare de ucraineană (94,91%), existând în minoritate și vorbitori de rusă (2,38%) și armeană (1,3%).